# Да Силва, Боску
Жуан Боску Кеваду да Силва (порт. João Bosco Quevado da Silva, 8 марта 1937, Макао, колонии Португалии — 27 мая 2013, Сан-Паулу) — макаоский и гонконгский хоккеист (хоккей на траве), центральный полузащитник. Участник летних Олимпийских игр 1964 года.

## Биография
Боску да Силва родился 8 марта 1937 года в португальской колонии Макао.
Окончил коммерческую школу Педро Ноласко.
В школьные годы занимался футболом. В 16-летнем возрасте начал играть в хоккей на траве за «Макао».
В 1956 году эмигрировал в Гонконг. Работал в Гонконгско-Шанхайской банковской корпорации. Продолжал играть в хоккей, выступал за «Рекрейо». Представлял сборную Гонконга в товарищеских матчах с Макао.
В 1962 году в составе сборной Гонконга занял 6-е место на хоккейном турнире летних Азиатских игр в Джакарте.
В 1964 году вошёл в состав сборной Гонконга по хоккею на траве на летних Олимпийских играх в Токио, занявшей 15-е место. Играл на позиции полузащитника, провёл 5 матчей, мячей не забивал.
В 1967 году эмигрировал в Бразилию. Вместе с другими выходцами из Макао создал здесь хоккейный клуб «Бандейрантес».
Работал тренером по хоккею на траве в гимназии Каса де Макау в Сан-Паулу.
Умер 27 мая 2013 года в Сан-Паулу.